# Ilie Văduva
Ilie Văduva (* 21. Juli 1934 in Aninoasa, Kreis Gorj; † 1998 in Bukarest) war ein rumänischer Wirtschaftswissenschaftler, Hochschullehrer und Politiker der Rumänischen Kommunistischen Partei PMR (Partidul Muncitoresc Român) und ab 1965 PCR (Partidul Comunist Român), der unter anderem zwischen 1985 und 1986 Außenminister Rumäniens war. In dieser Funktion gehörte er von 1985 bis 1986 auch dem Verteidigungsrat der Sozialistischen Republik Rumänien als Mitglied an.

## Leben

### Studium, Hochschullehrer und Rektor der ASE
Ilie Văduva besuchte von 1950 bis 1954 die Mittelschule für Finanzwissenschaft in Târgu Jiu und begann anschließend ein Studium an der Fakultät für Finanzen, Kredit- und Rechnungswesen und der Wirtschaftsakademie Bukarest (ASE) (Academia de Studii Economice din București), das er 1958 abschloss. Im Anschluss nahm er seine berufliche Tätigkeit als Wissenschaftlicher Mitarbeiter an der Wirtschaftsakademie Bukarest auf, an der er danach bis 1961 als Wissenschaftlicher Assistent arbeitete. 1961 wurde er Mitglied der Rumänischen Kommunistischen Partei PMR (Partidul Muncitoresc Român) und arbeitete daraufhin bis 1968 als Aktivist in der Propagandaabteilung der Uniunea Tineretului Comunist (UTC), des Jugendverbandes der PCR. Nachdem er zwischen 1968 und 1970 ein postgraduales Studium der Wirtschaftsinformatik absolviert hatte, war er zwischen 1970 und 1973 Mitarbeiter im Sekretariat des Parteikomitees der Wirtschaftsakademie Bukarest, Mitglied des Parteikomitees der Universität Bukarest sowie Lektor für Organisation und Design einer automatisierten Datenverarbeitung am dortigen Lehrstuhl für Buchhaltung und Rechnungswesen. Während dieser Zeit erwarb er 1971 auch einen Doktortitel der Wirtschaftswissenschaften.
1973 übernahm Văduva die Funktion als Direktor des Büros des Parteikomitees von Bukarest und war dort bis 1976 zugleich stellvertretender Leiter der Propagandaabteilung. 1976 kehrte er an die Wirtschaftsakademie zurück und wirkte dort bis 1979 als Prodekan der Fakultät für Buchhaltung und Rechnungswesen. Zugleich war er von 1976 bis 1979 Prorektor der Wirtschaftsakademie und hatte dort auch eine Professur am Lehrstuhl für Buchhaltung und Rechnungswesen. Auf dem Zwölften Parteitag der PCR (19. bis 23. November 1979) wurde er Kandidat des Zentralkomitees (ZK) der PCR. Im Januar 1980 wurde er als Nachfolger von Gheorghe Dolgu Rektor der Wirtschaftsakademie Bukarest und behielt diese Funktion bis November 1985. Als solcher war er auch Mitglied des Büros des Parteikomitees des Universitätszentrums sowie Mitglied des Stadtparteikomitees von Bukarest. Zugleich wurde er 1980 Mitglied der Großen Nationalversammlung (Marea Adunare Națională) und gehörte dieser bis 1989 an. Zu Beginn seiner Parlamentszugehörigkeit wurde er am 1. April 1980 Mitglied der Parlamentskommission für Außenpolitik und internationale wirtschaftliche Zusammenarbeit sowie Vizepräsident der rumänischen Delegation bei der Interparlamentarischen Union (IPU). Auf dem Dreizehnten Parteitag der PCR (19. bis 22. November 1984) wurde er Mitglied des ZK der PCR und gehörte diesem Gremium bis zum Zusammenbruch des Kommunismus im Zuge der rumänischen Revolution am 22. Dezember 1989 an. Zwischen März 1985 und Dezember 1985 war er Vizepräsident der Großen Nationalversammlung.

### Außenminister und Außenhandelsminister
Am 11. November 1985 löste Ilie Văduva Ștefan Andrei als Außenminister Rumäniens (Ministrul Afacerilor Externe) ab und bekleidete dieses Ministeramt im Kabinett Dăscălescu II bis zum 26. August 1986, woraufhin Ioan Totu seine Nachfolge antrat. Als Außenminister gehörte er von 1985 bis 1986 auch dem Verteidigungsrat der Sozialistischen Republik Rumänien als Mitglied an. Anschließend fungierte er im Kabinett Dăscălescu II zwischen dem 26. August 1986 und dem 18. Juni 1988 als Minister für Außenhandel und internationale wirtschaftliche Zusammenarbeit (Ministrul Comerțului Exterior și Cooperării Economice Internaționale). Auf der Sitzung des Politischen Exekutivausschusses des ZK der PCR wurde am 17. Juni 1988 beschlossen, ihn von seinem Ministeramt „aufgrund schwerer Verstöße gegen Gesetze und Machtmissbrauch, Oberflächlichkeit und mangelnde Verantwortlichkeit beim Abschluss von Verträgen mit Liechtenstein über die Einlagerung großer Mengen chemischer und petrochemischer Rückstände im Freihafen von Sulina“ zu entbinden. Gleichwohl wurde er im Dezember 1988 Berater des Generalsekretärs der PCR, Nicolae Ceaușescu, im Range eines Staatssekretärs.
Seine Ehefrau Elza Văduva war zwischen 1979 und 1984 ebenfalls Kandidatin des ZK der PCR.

### Ehrungen und Auszeichnungen
Für seine langjährigen Verdienste wurde Văduva mehrfach ausgezeichnet und erhielt unter anderem den Orden der Arbeit Dritter Klasse (Ordinul Muncii), den Stern der Sozialistischen Republik Rumänien Fünfter Klasse (Ordinul Steaua Republicii Socialiste România) sowie den Orden für wissenschaftliche Verdienste Zweiter Klasse (Ordinul Meritul Științific).